# Peter Strahm
Peter Strahm är en fiktiv karaktär i filmserien Saw. Han har framträdande roller i Saw IV och Saw V, och spelas av Scott Patterson.

## Framträdanden i filmer

### Saw IV
Peter Strahm dök först upp i Saw IV, där han tillsammans med sin partner Lindsey Perez undersökte mordet på Allison Kerry. Han kom snabbt på att det fanns en till medhjälpare till Jigsaw, då Amanda Young - Jigsaws skyddsling - inte skulle ha orkat lyfta upp Kerry i fällan som berövat henne livet, och Jigsaw försvagats så pass av sin cancertumör att inte heller han kunnat göra något sådant. Strahm och Perez hade fått ett meddelande från utredare Kerry innan hon dog, där en nyckel var bifogad med orden "Öppna dörren och ni kommer att finna mig". Perez och Strahm hade också fått veta att två poliser mycket möjligt skulle kunna vara i fara. Tillsammans med Perez följde han löjtnant Daniel Riggs spår, i tron att Jigsaw försökte rekrytera Rigg. Han slet ut en kamera ur väggen sedan han fått reda på att det var han och Perez som menades vara i fara. Han utfrågade dessutom Jigsaws ex, Jill Tuck, om varför och hur hennes exmake blev Jigsaw-mördaren. Strax därefter sårades Perez allvarligt då hon tillsammans med Strahm undersökte en fälla. Efter ännu ett förhör med Jill så förstod han slutligen var Rigg och de två tillfångatagna poliserna (se Saw IV) befann sig, och skyndade sig dit efter att ha tillkallat förstärkningar. Han hade nästan hunnit ikapp Rigg, men i stället för att hitta honom gick han vilse och följde av misstag Jeff Denlons spår från Saw III. 
När Strahm nådde slutet på sin korridor fann han en ståldörr. När han öppnade dörren stötte han på Jeff, som nyss dödat Amanda Young och Jigsaw, och av misstag vållat sin egen frus död. Strahm krävde att få se Jeffs händer, men Jeff, driven till vansinne av tanken på att hans dotter var i fara på grund av Jigsaw, och i tron att Strahm var ännu en av Jigsaws allierade, lyssnade inte utan försökte skjuta ner Strahm, som i sin tur sköt honom med två kulor i självförsvar. Strax därefter stängde Mark Hoffman in honom i rummet tillsammans med de fyra döda och lämnade honom där.

### Saw V
I Saw V återvände Strahm som huvudperson. I början av filmen hittar han en lönndörr i Jigsaws sjukrum. Trots en bandspelare som varnade honom gick Strahm vidare, och blev överfallen av en mystisk figur med en grismask för ansiktet. Han vaknade upp med huvudet i en glaslåda som började fyllas med vatten. Strahm överlevde mot alla odds fällan genom att ge sig en bristfällig trakeotomi med en kulspetspenna, och fördes ut ur byggnaden till ett sjukhus, något överraskade Hoffman, då han förväntat sig att alla offer skulle dö.
Strahm återhämtade sig på sjukhuset och började undersöka Hoffmans förflutna, sedan han fått veta att Perez sista ord innan hon dog på grund av sina skador var "Hoffman". Han krävde av sin chef att få fortsätta granskningen, och började med hjälp av arkiv och filer komma Hoffman på spåren. När Hoffman insåg detta började han i sin tur lägga ut bevis för att sätta dit Strahm som "den tredje medhjälparen". Strahms undersökningar ledde honom slutligen till ett rum under Hoffmans hus, med väggar och golv av metall och med en plexiglaskista i mitten. En bandspelare berättade för honom att han måste lägga sig i kistan och ha tillit till Jigsaw ifall han ville komma därifrån levande; Strahm struntade i detta och avbröt bandet varpå han slängde ner Hoffman där i stället, när denne kom för att undersöka. Strax därefter slog dörren till rummet igen, och Strahm fick genom bandspelarens fortsatta instruktioner veta att han annars aldrig skulle höras av igen, och att "mitt arv kommer att bli ditt". Samtidigt som väggarna började närma sig varandra, sänktes kistan med Hoffman inuti ned i golvet. Strahm försökte fly men krossades mellan väggarna.

### Saw VI
Spekulationer hade funnits om att Strahm skulle återvända i tillbakablickar i Saw VI, då flera karaktärer gjort så efter sin död, i senare filmer. Detta hände dock inte. Med undantag av den första scenen i filmen - slutscenen från Saw V där Strahm krossas mellan väggarna, samt en liten sekvens då Hoffman tar sig ut ur glaskistan och betraktar Strahms krossade lik - finns Strahm överlag inte med i filmen.
Mark Hoffman fortsätter genom Saw VI att sätta ut Peter Strahms fingeravtryck på suspekta platser, då han fryst ned Strahms hand för just detta ändamål. När Dan Erickson och agent Perez (som överlevt den exploderande dockan från Saw IV) lyckas komma på Hoffmans mörka förflutna dödar han de båda och lämnar Strahms fingeravtryck på platsen.